# Lợi nhuận gộp
Trong kế toán, lợi nhuận gộp, tổng lợi nhuận, lợi nhuận bán hàng, hoặc doanh số bán hàng tín dụng là sự khác biệt giữa doanh thu và chi phí sản xuất hoặc cung cấp dịch vụ, trước khi khấu trừ chi phí chìm, lương bổng, thuế và trả lãi. Điều này khác với lợi nhuận hoạt động (thu nhập trước lãi và thuế). Lãi gộp là cụm từ thường được sử dụng ở Hoa Kỳ., trong khi lợi nhuận gộp là việc sử dụng phổ biến hơn ở Anh và Úc.
Các khoản khấu trừ khác nhau (và các chỉ số tương ứng của chúng) từ doanh thu thuần đến thu nhập ròng như sau:
Doanh thu thuần = tổng doanh thu - (chiết khấu khách hàng + lãi + phụ cấp)
Lợi nhuận gộp = doanh thu thuần - giá vốn hàng bán
Tỷ suất lợi nhuận gộp = [(doanh thu thuần - giá vốn hàng bán) / doanh thu thuần]× 100%.
Lợi nhuận hoạt động = tổng lợi nhuận - tổng chi phí hoạt động
Thu nhập ròng (hoặc lợi nhuận ròng) = lợi nhuận hoạt động - thuế - lãi
(Lưu ý: Chi phí bán hàng được tính khác nhau đối với doanh nghiệp bán hàng so với nhà sản xuất.)